# Ponte Regina Giuliana
Il ponte Regina Giuliana (in olandese: Koningin Julianabrug) è un ponte stradale che attraversa la baia di Sant'Anna a Curaçao.

## Descrizione
Il ponte prende il nome dalla regina Juliana dei Paesi Bassi. Durante la costruzione, la parte orientale del ponte crollò nel 1967 uccidendo quindici operai. L'attuale ponte è stato inaugurato il 30 aprile 1974.
La struttura ha un'altezza di 56,4 metri al suo apice per accogliere le navi che entrano nel porto, e un peso di 3400 tonnellate.
Il ponte Regina Juliana fu costruito per facilitare i collegamenti automobilistici tra i quartieri di Punda e Otrobanda. Una volta completato il ponte Regina Giuliana, il ponte Regina Emma è stato chiuso al traffico e aperto al solo transito pedonale.